# Светско првенство у атлетици на отвореном 2001 — 10.000 метара за мушкарце
Такмичења у трци на 10.000 метара у мушкој конкуренцији на 8. Светском првенству у атлетици на отвореном 2001. одржано је 8. августа на Комонвелт стадиону у Едмонтону, Канада.
Титулу освојену 1999. у Атини  бранио је Хаиле Гебрселасије из Етиопије.

## Земље учеснице
Учествовала су 28 такмичара из 16 земаља.
| 1. Алжир (1) 2. Ангола (1) 3. Белгија (1) 4. Бурунди (1) | 1. Етиопија (4) 2. Италија (1) 3. Јапан (2) 4. Канада (1) | 1. Кенија (3) 2. Мароко (3) 3. Мексико (1) 4. Нови Зеланд (1) | 1. Португалија (1) 2. САД (3) 3. Холандија (1) 4. Шпанија (3) |

## Освајачи медаља
| Освајачи медаља |               |                    |  |  |  |  |
|                 |               |                    |  |  |  |  |
|                 |               |                    |  |  |  |  |
|                 |               |                    |  |  |  |  |
| Чарлс Камати    | Асефа Мезгебу | Хаиле Гебрселасије |  |  |  |  |
| Кенија          | Етиопија      | Етиопија           |  |  |  |  |

## Рекорди
Списак рекорда у трци на 10.000 метара пре почетка светског првенства 3. августа 2001. године:
| Рекорди пре почетка Светског првенства 2001. | Рекорди пре почетка Светског првенства 2001. | Рекорди пре почетка Светског првенства 2001. | Рекорди пре почетка Светског првенства 2001. | Рекорди пре почетка Светског првенства 2001. | Рекорди пре почетка Светског првенства 2001. |
| -------------------------------------------- | -------------------------------------------- | -------------------------------------------- | -------------------------------------------- | -------------------------------------------- | -------------------------------------------- |
| Олимпијски рекорд                            | Хаиле Гебрселасије                           | Етиопија                                     | 27:07,34                                     | Атланта, САД                                 | 29. јул 1996.                                |
| Светски рекорд                               | Хаиле Гебрселасије                           | Етиопија                                     | 26:22,75                                     | Хенгело, Холандија                           | 1. јун 1998.                                 |
| Рекорд светских првенстава                   | Хаиле Гебрселасије                           | Етиопија                                     | 27:12,95                                     | Гетеборг, Шведска                            | 8. август 1995.                              |
| Најбољи резултат сезоне                      | Абрахам Чеби                                 | Кенија                                       | 27:04,20                                     | Пало Алто, САД                               | 4. мај 2001.                                 |
| Афрички рекорд                               | Хаиле Гебрселасије                           | Етиопија                                     | 26:22,75                                     | Хенгело, Холандија                           | 1. јун 1998.                                 |
| Азијски рекорд                               | Тошинари Такаока                             | Јапан                                        | 27:35,09                                     | Пало Алто, САД                               | 4. мај 2001.                                 |
| Европски рекорд                              | Мохамед Мурит                                | Белгија                                      | 26:52,30                                     | Брисел, Белгија                              | 3. септембар 1999.                           |
| Северноамерички рекорд                       | Артуро Бариос                                | Мексико                                      | 27:08,23                                     | Западни Берлин, Западна Немачка              | 18. август 1989.                             |
| Јужноамерички рекорд                         | Антонио Фабијан Силио                        | Аргентина                                    | 27:38,72                                     | Брисел, Белгија                              | 3. септембар 1993.                           |
| Океанијски рекорд                            | Шон Крајтон                                  | Аустралија                                   | 27:31,92                                     | Мелбурн, Аустралија                          | 25. новембар 1996.                           |

### Најбољи резултати 2001. години
Десет најбржих светских атлетичара на 10.000 метара пре почетка светског првенства (3. августа 2001) заузимало је следећи пласман.
| 1.  | Абрахам Чеби        | Кенија           | 27:04,20 | 4. мај  |
| 2.  | Бенџамин Мајо       | Кенија           | 27:07,55 | 4. мај  |
| 3.  | Лук Кипкосгеи       | Кенија           | 27:12,37 | 4. мај  |
| 4.  | Мебратом Кефлезиги  | Сједињене Државе | 27:13,98 | 4. мај  |
| 5.  | Асефа Мезгебу       | Етиопија         | 27:22,30 | 4. јун  |
| 6.  | Чарлс Ваверу Камати | Кенија           | 27:22,58 | 4. јун  |
| 7.  | Гирма Тола          | Етиопија         | 27:22,84 | 4. јун  |
| 8.  | Ричард Лимо         | Кенија           | 27:25,27 | 4. јун  |
| 9.  | Абдерахим Гоумри    | Мароко           | 27:26,01 | 18. јун |
| 10. | Жауад Гариб         | Мароко           | 27:29,51 | 18. јун |

Такмичари чија су имена подебљана учествовали су на СП 2001.

## Сатница
| Датум           | Резултат | Коло   |
| --------------- | -------- | ------ |
| 8. август 2001. | 21:30    | Финале |

Сва времена су по локалном времену (UTC-8)

## Резултати

### Финале
Такмичење је одржано 8. августа 2001. године у 21:30 по локалном времену.,
| Пласман | Атлетичар            | Земља       | ЛР          | ЛРС      | Резултат | Белешка |
| ------- | -------------------- | ----------- | ----------- | -------- | -------- | ------- |
|         | Чарлс Ваверу Камати  | Кенија      | 26:51,49    | 27:22,58 | 27:53,25 |         |
|         | Асефа Мезгебу        | Етиопија    | 27:18,28    | 27:22,30 | 27:53,97 |         |
|         | Хаиле Гебрселасије   | Етиопија    | 26:22,75 СР |          | 27:54,41 |         |
| 4.      | Јибелтал Адмасу      | Етиопија    | 27:57,01    | 27:57,01 | 27:55,24 | ЛР      |
| 5.      | Фабиан Ронсеро       | Шпанија     | 27:14,44    | 27:45,17 | 27:56,07 |         |
| 6.      | Хосе Риос            | Шпанија     | 27:22,20    | 27:38,57 | 27:56,58 |         |
| 7.      | Пол Косгеи Малаквен  | Кенија      | 27:38,22    | 27:51,87 | 27:57,56 |         |
| 8.      | Џон Черијот Корир    | Кенија      | 27:24,75    | 27:49,34 | 27:58,06 |         |
| 9.      | Хабте Јифар          | Етиопија    | 27:06,45    | 27:57,23 | 28:02,71 |         |
| 10.     | Камил Масе           | Холандија   | 27:34,02    | 28:02,37 | 28:05,41 |         |
| 11.     | Жауад Гариб          | Мароко      | 27:29,51    | 27:29,51 | 28:05,45 |         |
| 12.     | Хосе Мануел Мартинез | Шпанија     | 27:51,82    | 27:54,81 | 28:06,33 |         |
| 13.     | Џеф Шиблер           | Канада      | 27:36,01    | 27:36,01 | 28:07,06 |         |
| 14.     | Марко Маца           | Италија     | 27:54,25    | 27:54,25 | 28:08,00 |         |
| 15.     | Тошинари Такаока     | Јапан       | 27:35,09    | 27:35,09 | 28:13,99 |         |
| 16.     | Абдерахим Гумри      | Мароко      | 27:26,01    | 27:26,01 | 28:14,06 |         |
| 17.     | Теодоро Вега         | Мексико     | 28:00,91    | 28:00,91 | 28:14,77 |         |
| 18.     | Алан Калпепер        | САД         | 27:33,93    | 27:33,93 | 28:18,44 |         |
| 19.     | Абдихакем Абдирахман | САД         | 27:46,17    | 28:01,02 | 28:34,38 |         |
| 20.     | João N'Tyamba        | Ангола      | 28:20,0     | 28:20,0  | 28:38,31 |         |
| 21.     | Саид Бериоуи         | Мароко      | 27:31,00    |          | 28:38,80 |         |
| 22.     | Наоки Миширо         | Јапан       | 27:59,39    | 28:25,18 | 28:42,68 |         |
| 23.     | Мебратом Кефлезиги   | САД         | 27:13,98    | 27:13,98 | 28:44,48 |         |
| 24.     | Камел Кохил          | Алжир       | 27:59,64    |          | 28:52,47 |         |
| 25.     | Џон Ханвуд           | Нови Зеланд | 27:57,5     | 27:57,5  | 29:01,62 |         |
|         | Жосе Рамос           | Португалија | 27:56,30    |          | НЗ       |         |
|         | Алоис Низигама       | Бурунди     | 27:20,38    |          | НЗ       |         |
|         | Мохамед Мурит        | Белгија     | 26:52,30    |          | НЗ       |         |

Подебљани лични рекорди су и национални рекорди земље коју такмичар представља

### Пролазна времена (финала)
| Дистанца | Атлетичар           | Земља    | Резултат |
| -------- | ------------------- | -------- | -------- |
| 1.000 м  | Хабте Јифар         | Етиопија | 2:50,25  |
| 2.000 м  | Асефа Мезгебу       | Етиопија | 5:37,70  |
| 3.000 м  | Чарлс Ваверу Камати | Кенија   | 8:33,73  |
| 4.000 м  | Јибелтал Адмасу     | Етиопија | 11:22,31 |
| 5.000 м  | Асефа Мезгебу       | Етиопија | 14:15,11 |
| 6.000 м  | Хаиле Гебрселасије  | Етиопија | 17:02,04 |
| 7.000 м  | Чарлс Ваверу Камати | Кенија   | 19:48,95 |
| 8.000 м  | Џон Черуијот Корир  | Кенија   | 22:34,16 |
| 9.000 м  | Чарлс Ваверу Камати | Кенија   | 25:17,24 |